# IndyCar Series 2015
Navigation
2014 2016
Le championnat IndyCar Series 2015 est la 20e saison du championnat d'IndyCar Series. Comportant 16 courses, il démarre le 29 mars à St. Petersburg et se termine le 30 août à Sonoma.

## Écuries et pilotes
Toutes les écuries ont des châssis Dallara DW12 équipés de pneus Firestone, qui est le fournisseur pneumatique officiel jusqu'en 2018. En ce qui concerne les moteurs, les écuries ont le choix entre Chevrolet ou Honda. La grande nouveauté de cette saison est l'introduction de kits aérodynamiques développés par les deux motoristes. Chevrolet et Honda ont ainsi développé un kit pour circuits routiers et urbains, et un pour Superspeedways. Sur les deux ovales les plus petits de la saison, le Milwaukee Mile et l'Iowa Speedway, les équipes utilisent les spécifications aérodynamiques des circuits routiers/urbains.
| Écurie                           | Moteur    | No. | Pilote                | Manches              | Notes                                               |
| -------------------------------- | --------- | --- | --------------------- | -------------------- | --------------------------------------------------- |
| A. J. Foyt Enterprises           | Honda     | 14  | Takuma Satō           | Toutes               |                                                     |
| A. J. Foyt Enterprises           | Honda     | 41  | Jack Hawksworth       | Toutes               |                                                     |
| A. J. Foyt Enterprises           | Honda     | 48  | Alex Tagliani         | 6                    |                                                     |
| Andretti Autosport               | Honda     | 25  | Simona De Silvestro   | 1-2                  |                                                     |
| Andretti Autosport               | Honda     | 25  | Justin Wilson         | 5–6, 12-15           |                                                     |
| Andretti Autosport               | Honda     | 25  | Oriol Servia          | 16                   |                                                     |
| Andretti Autosport               | Honda     | 26  | Carlos Muñoz          | Toutes               |                                                     |
| Andretti Autosport               | Honda     | 27  | Marco Andretti        | Toutes               |                                                     |
| Andretti Autosport               | Honda     | 28  | Ryan Hunter-Reay      | Toutes               |                                                     |
| Andretti Autosport               | Honda     | 29  | Simona De Silvestro   | 6                    |                                                     |
| Bryan Herta Autosport            | Honda     | 98  | Gabby Chaves (R)      | Toutes               |                                                     |
| CFH Racing (en)                  | Chevrolet | 6   | J. R. Hildebrand      | 5-6                  |                                                     |
| CFH Racing (en)                  | Chevrolet | 20  | Luca Filippi (R)      | 1–5, 7–8, 10, 14, 16 | Circuits routiers et urbains                        |
| CFH Racing (en)                  | Chevrolet | 20  | Ed Carpenter          | 6, 9, 11–13, 15      | Ovales                                              |
| CFH Racing (en)                  | Chevrolet | 67  | Josef Newgarden       | 1-5, 7-16            |                                                     |
| CFH Racing (en)                  | Chevrolet | 21  | Josef Newgarden       | 6                    |                                                     |
| Chip Ganassi Racing              | Chevrolet | 8   | Sage Karam (R)        | 1–2, 4, 6–9, 11-15   |                                                     |
| Chip Ganassi Racing              | Chevrolet | 8   | Sebastián Saavedra    | 3, 5, 10, 16         |                                                     |
| Chip Ganassi Racing              | Chevrolet | 17  | Sebastián Saavedra    | 6                    |                                                     |
| Chip Ganassi Racing              | Chevrolet | 9   | Scott Dixon           | Toutes               |                                                     |
| Chip Ganassi Racing              | Chevrolet | 10  | Tony Kanaan           | Toutes               |                                                     |
| Chip Ganassi Racing              | Chevrolet | 83  | Charlie Kimball       | Toutes               |                                                     |
| Dale Coyne Racing                | Honda     | 18  | Carlos Huertas        | 1-2, 5               |                                                     |
| Dale Coyne Racing                | Honda     | 18  | Conor Daly (R)        | 3                    |                                                     |
| Dale Coyne Racing                | Honda     | 18  | Rodolfo González (R)  | 4, 7-8, 10           |                                                     |
| Dale Coyne Racing                | Honda     | 18  | Tristan Vautier       | 6                    |                                                     |
| Dale Coyne Racing                | Honda     | 18  | Pippa Mann            | 9, 11                |                                                     |
| Dale Coyne Racing                | Honda     | 19  | Francesco Dracone (R) | 1-5                  |                                                     |
| Dale Coyne Racing                | Honda     | 19  | James Davison         | 6                    | Tristan Vautier a qualifié la voiture pour Indy 500 |
| Dale Coyne Racing                | Honda     | 19  | Tristan Vautier       | 7-14                 |                                                     |
| Dale Coyne Racing                | Honda     | 63  | Pippa Mann            | 6                    |                                                     |
| Dreyer & Reinbold Kingdom Racing | Chevrolet | 24  | Townsend Bell         | 6                    |                                                     |
| Jonathan Byrd's Racing           | Chevrolet | 82  | Bryan Clauson         | 6                    |                                                     |
| KV Racing Technology             | Chevrolet | 4   | Stefano Coletti (R)   | Toutes               |                                                     |
| KV Racing Technology             | Chevrolet | 11  | Sébastien Bourdais    | Toutes               |                                                     |
| Lazier Partners Racing           | Chevrolet | 91  | Buddy Lazier          | 6                    |                                                     |
| Rahal Letterman Lanigan Racing   | Honda     | 15  | Graham Rahal          | Toutes               |                                                     |
| Rahal Letterman Lanigan Racing   | Honda     | 16  | Oriol Servia          | 6                    |                                                     |
| Schmidt Peterson Motorsports     | Honda     | 5   | James Hinchcliffe     | 1-5                  |                                                     |
| Schmidt Peterson Motorsports     | Honda     | 5   | Ryan Briscoe          | 6, 9, 11-16          |                                                     |
| Schmidt Peterson Motorsports     | Honda     | 5   | Conor Daly            | 7-8, 10              |                                                     |
| Schmidt Peterson Motorsports     | Honda     | 7   | James Jakes           | Toutes               |                                                     |
| Schmidt Peterson Motorsports     | Honda     | 43  | Conor Daly            | 6                    |                                                     |
| Team Penske                      | Chevrolet | 1   | Will Power            | Toutes               |                                                     |
| Team Penske                      | Chevrolet | 2   | Juan Pablo Montoya    | Toutes               |                                                     |
| Team Penske                      | Chevrolet | 3   | Hélio Castroneves     | Toutes               |                                                     |
| Team Penske                      | Chevrolet | 22  | Simon Pagenaud        | Toutes               |                                                     |

## Calendrier
Lors de cette saison 2015, deux courses du championnat voient leurs points doublés ; il s'agit des 500 miles d'Indianapolis et le Grand Prix de Sonoma, dernière course du championnat,.
Initialement prévue le 8 mars 2015, en tant que manche d'ouverture de la saison, la course brésilienne censée se disputer sur l'Autódromo Internacional Nelson Piquet est annulée le 29 janvier.
Toutes les courses seront diffusées sur Canal+ Sport en France.
| No. | Date       | Évènement                               | Circuit                              | Lieu                     |
| --- | ---------- | --------------------------------------- | ------------------------------------ | ------------------------ |
| 1   | 29 mars    | Firestone Grand Prix of St. Petersburg  | Circuit urbain de St. Petersburg (U) | St. Petersburg (Floride) |
| 2   | 12 avril   | Indy Grand Prix of Louisiana            | NOLA Motorsports Park (R)            | Avondale (Louisiane)     |
| 3   | 19 avril   | Toyota Grand Prix of Long Beach         | Rues de Long Beach (U)               | Long Beach (Californie)  |
| 4   | 26 avril   | Indy Grand Prix of Alabama              | Barber Motorsports Park (R)          | Birmingham (Alabama)     |
| 5   | 9 mai      | Angie's List Grand Prix of Indianapolis | Indianapolis Motor Speedway (R)      | Indianapolis (Indiana)   |
| 6   | 24 mai     | 500 miles d'Indianapolis                | Indianapolis Motor Speedway (O)      | Indianapolis (Indiana)   |
| 7   | 30 mai     | Chevrolet Indy Dual in Detroit          | Circuit de Belle-Isle (U)            | Détroit (Michigan)       |
| 8   | 31 mai     | Chevrolet Indy Dual in Detroit          | Circuit de Belle-Isle (U)            | Détroit (Michigan)       |
| 9   | 6 juin     | Firestone 600                           | Texas Motor Speedway (O)             | Fort Worth (Texas)       |
| 10  | 14 juin    | Honda Indy Toronto                      | Parc des expositions de Toronto (U)  | Toronto (Ontario)        |
| 11  | 27 juin    | MAVTV 500                               | Auto Club Speedway (O)               | Fontana (Californie)     |
| 12  | 12 juillet | ABC Supply Wisconsin 250                | Milwaukee Mile (O)                   | West Allis (Wisconsin)   |
| 13  | 18 juillet | Iowa Corn Indy 300                      | Iowa Speedway (O)                    | Newton (Iowa)            |
| 14  | 2 août     | Honda Indy 200 at Mid-Ohio              | Mid-Ohio Sports Car Course (R)       | Lexington (Ohio)         |
| 15  | 24 août    | Pocono IndyCar 500                      | Pocono Raceway (O)                   | Long Pond (Pennsylvanie) |
| 16  | 30 août    | GoPro Grand Prix of Sonoma              | Sonoma Raceway (R)                   | Sonoma (Californie)      |

Légende :
- (U) : circuit temporaire urbain
- (R) : circuit routier
- (O) : circuit ovale

Les évènements en gras ont les points doublés.

## Résultats du championnat
| Manche | Course           | Pole position      | Record du tour     | Plus de tours en tête      | Vainqueur          | Vainqueur                      | Vainqueur |
| Manche | Course           | Pole position      | Record du tour     | Plus de tours en tête      | Pilote             | Équipe                         | Motoriste |
| ------ | ---------------- | ------------------ | ------------------ | -------------------------- | ------------------ | ------------------------------ | --------- |
| 1      | St. Petersburg   | Will Power         | Hélio Castroneves  | Will Power                 | Juan Pablo Montoya | Team Penske                    | Chevrolet |
| 2      | New Orleans      | Juan Pablo Montoya | Scott Dixon        | Juan Pablo Montoya         | James Hinchcliffe  | Schmidt Peterson Motorsports   | Honda     |
| 3      | Long Beach       | Hélio Castroneves  | Stefano Coletti    | Scott Dixon                | Scott Dixon        | Chip Ganassi Racing            | Chevrolet |
| 4      | Birmingham       | Hélio Castroneves  | Ryan Hunter-Reay   | Josef Newgarden            | Josef Newgarden    | CFH Racing (en)                | Chevrolet |
| 5      | Indianapolis GP  | Will Power         | James Hinchcliffe  | Will Power                 | Will Power         | Team Penske                    | Chevrolet |
| 6      | Indianapolis 500 | Scott Dixon        | Charlie Kimball    | Scott Dixon                | Juan Pablo Montoya | Team Penske                    | Chevrolet |
| 7      | Detroit 1        | Will Power         | Jack Hawksworth    | Marco Andretti             | Carlos Muñoz       | Andretti Autosport             | Honda     |
| 8      | Detroit 2        | Juan Pablo Montoya | Sébastien Bourdais | Juan Pablo Montoya         | Sébastien Bourdais | KV Racing Technology           | Chevrolet |
| 9      | Texas            | Will Power         | Will Power         | Scott Dixon                | Scott Dixon        | Chip Ganassi Racing            | Chevrolet |
| 10     | Toronto          | Will Power         | Hélio Castroneves  | Will Power Josef Newgarden | Josef Newgarden    | CFH Racing (en)                | Chevrolet |
| 11     | Fontana          | Simon Pagenaud     | Takuma Satō        | Will Power                 | Graham Rahal       | Rahal Letterman Lanigan Racing | Honda     |
| 12     | Milwaukee        | Josef Newgarden    | Hélio Castroneves  | Sebastien Bourdais         | Sebastien Bourdais | KV Racing Technology           | Chevrolet |
| 13     | Iowa             | Hélio Castroneves  | Scott Dixon        | Josef Newgarden            | Ryan Hunter-Reay   | Andretti Autosport             | Honda     |
| 14     | Mid-Ohio         | Scott Dixon        | Will Power         | Graham Rahal               | Graham Rahal       | Rahal Letterman Lanigan Racing | Honda     |
| 15     | Pocono           | Hélio Castroneves  | Juan Pablo Montoya | Josef Newgarden            | Ryan Hunter-Reay   | Andretti Autosport             | Honda     |
| 16     | Sonoma           | Will Power         | Hélio Castroneves  | Scott Dixon                | Scott Dixon        | Chip Ganassi Racing            | Chevrolet |

Notes
- 1°Will Power (champion 2014)
- 3°Scott Dixon (2014)

## Classement du championnat
| Pos | Pilote                | STP | NOL | LBH | ALA | IMS | INDY | DET | DET  | TEX | TOR | FON | MIL | IOW | MDO | POC | SNM | Pts |
| --- | --------------------- | --- | --- | --- | --- | --- | ---- | --- | ---- | --- | --- | --- | --- | --- | --- | --- | --- | --- |
| 1   | Scott Dixon           | 15  | 11  | 1*  | 3   | 10  | 4*   | 5   | 20   | 1*  | 8   | 6   | 7   | 18  | 4   | 9   | 1*  | 556 |
| 2   | Juan Pablo Montoya    | 1   | 5*1 | 3   | 14  | 3   | 1    | 10  | 10*1 | 4   | 7   | 4   | 4   | 24  | 11  | 3   | 6   | 556 |
| 3   | Will Power            | 2*  | 7   | 20  | 4   | 1*  | 2    | 4   | 18   | 13  | 4*  | 19* | 22  | 10  | 14  | 4   | 7   | 492 |
| 4   | Graham Rahal          | 11  | 8   | 11  | 2   | 2   | 5    | 23  | 3    | 15  | 9   | 1   | 3   | 4   | 1*  | 20  | 18  | 490 |
| 5   | Hélio Castroneves     | 4   | 2   | 2   | 15  | 6   | 7    | 6   | 19   | 3   | 3   | 23  | 2   | 11  | 15  | 16  | 15  | 453 |
| 6   | Ryan Hunter-Reay      | 7   | 19  | 13  | 5   | 11  | 15   | 13  | 8    | 18  | 19  | 16  | 13  | 1   | 7   | 1   | 2   | 435 |
| 7   | Josef Newgarden       | 12  | 9   | 7   | 1*  | 20  | 9    | 8   | 21   | 21  | 1*  | 21  | 5   | 2*  | 13  | 2*  | 21  | 431 |
| 8   | Tony Kanaan           | 3   | 6   | 5   | 13  | 7   | 26   | 20  | 13   | 2   | 6   | 2   | 6   | 21  | 5   | 19  | 4   | 431 |
| 9   | Marco Andretti        | 10  | 13  | 8   | 10  | 16  | 6    | 2*  | 5    | 5   | 13  | 3   | 8   | 7   | 10  | 18  | 11  | 428 |
| 10  | Sébastien Bourdais    | 6   | 21  | 6   | 8   | 4   | 11   | 14  | 1    | 14  | 5   | 14  | 1*  | 9   | 17  | 23  | 20  | 406 |
| 11  | Simon Pagenaud        | 5   | 20  | 4   | 9   | 25  | 10   | 3   | 14   | 11  | 11  | 9   | 9   | 14  | 3   | 7   | 16  | 384 |
| 12  | Charlie Kimball       | 21  | 14  | 15  | 12  | 5   | 3    | 22  | 11   | 7   | 20  | 8   | 12  | 22  | 23  | 12  | 3   | 371 |
| 13  | Carlos Muñoz          | 14  | 12  | 9   | 6   | 13  | 20   | 1   | 23   | 6   | 22  | 12  | 15  | 5   | 9   | 5   | 22  | 349 |
| 14  | Takuma Satō           | 13  | 22  | 18  | 17  | 9   | 13   | 11  | 2    | 16  | 10  | 18  | 14  | 19  | 24  | 6   | 8   | 323 |
| 15  | Gabby Chaves (R)      | 17  | 15  | 16  | 16  | 15  | 16   | 18  | 9    | 10  | 15  | 20  | 11  | 16  | 12  | 11  | 14  | 281 |
| 16  | James Jakes           | 22  | 3   | 19  | 22  | 18  | 18   | 12  | 15   | 9   | 21  | 7   | 23  | 15  | 16  | 10  | 25  | 257 |
| 17  | Jack Hawksworth       | 8   | 24  | 14  | 21  | 23  | 24   | 7   | 7    | 23  | 14  | 10  | 17  | 13  | 8   | 22  | 19  | 256 |
| 18  | Ryan Briscoe          |     |     |     |     |     | 12   |     |      | 8   |     | 15  | 21  | 8   | 18  | 8   | 5   | 205 |
| 19  | Stefano Coletti (R)   | 20  | 17  | 23  | 19  | 8   | 25   | 15  | 16   | 19  | 23  | 11  | 20  | 20  | 19  | 24  | 17  | 203 |
| 20  | Sage Karam (R)        | 19  | 18  |     | 18  |     | 32   | 16  | 12   | 12  |     | 5   | 19  | 3   | 22  | 14  |     | 197 |
| 21  | Luca Filippi          | 9   | 10  | 22  | 11  | 14  |      | 9   | 17   |     | 2   |     |     |     | 21  |     | 24  | 182 |
| 22  | Tristan Vautier       |     |     |     |     |     | 28   | 17  | 4    | 20  | 17  | 17  | 16  | 12  | 6   | 21  | 23  | 175 |
| 23  | James Hinchcliffe     | 16  | 1   | 12  | 7   | 12  | Ret  |     |      |     |     |     |     |     |     |     |     | 129 |
| 24  | Justin Wilson         |     |     |     |     | 24  | 21   |     |      |     |     |     | 18  | 17  | 2   | 15† |     | 108 |
| 25  | Sebastián Saavedra    |     |     | 10  |     | 17  | 23   |     |      |     | 16  |     |     |     |     |     | 13  | 95  |
| 26  | Rodolfo González (R)  |     |     |     | 20  |     |      | 21  | 22   |     | 18  |     |     |     | 20  |     | 9   | 94  |
| 27  | Ed Carpenter          |     |     |     |     |     | 30   |     |      | 22  |     | 22  | 10  | 6   |     | 17  |     | 88  |
| 28  | Conor Daly (R)        |     |     | 17  |     |     | 33   | 19  | 6    |     | 12  |     |     |     |     |     |     | 81  |
| 29  | Pippa Mann            |     |     |     |     |     | 22   |     |      | 17  |     | 13  | 24  | 23  |     | 13  |     | 76  |
| 30  | Simona de Silvestro   | 18  | 4   |     |     |     | 19   |     |      |     |     |     |     |     |     |     |     | 66  |
| 31  | J. R. Hildebrand      |     |     |     |     | 21  | 8    |     |      |     |     |     |     |     |     |     |     | 57  |
| 32  | Oriol Servià          |     |     |     |     |     | 29   |     |      |     |     |     |     |     |     |     | 12  | 46  |
| 33  | Mikhail Aleshin       |     |     |     |     |     |      |     |      |     |     |     |     |     |     |     | 10  | 40  |
| 34  | Francesco Dracone (R) | 23  | 23  | 21  | 23  | 22  |      |     |      |     |     |     |     |     |     |     |     | 38  |
| 35  | Townsend Bell         |     |     |     |     |     | 14   |     |      |     |     |     |     |     |     |     |     | 32  |
| 36  | Carlos Huertas        | 24  | 16  |     |     | 19  | Ret  |     |      |     |     |     |     |     |     |     |     | 31  |
| 37  | Alex Tagliani         |     |     |     |     |     | 17   |     |      |     |     |     |     |     |     |     |     | 27  |
| 38  | James Davison         |     |     |     |     |     | 27   |     |      |     |     |     |     |     |     |     |     | 10  |
| 39  | Bryan Clauson (R)     |     |     |     |     |     | 31   |     |      |     |     |     |     |     |     |     |     | 10  |
| —   | Buddy Lazier          |     |     |     |     |     | NQ   |     |      |     |     |     |     |     |     |     |     | 0   |
| —   | Rocky Moran Jr. (R)   |     |     | Ret |     |     |      |     |      |     |     |     |     |     |     |     |     | 0   |
| Pos | Pilote                | STP | NOL | LBH | ALA | IMS | INDY | DET | DET  | TEX | TOR | FON | MIL | IOW | MDO | POC | SNM | Pts |

| Couleur    | Résultat             |
| ---------- | -------------------- |
| Or         | Vainqueur            |
| Argent     | 2e                   |
| Bronze     | 3e                   |
| Vert       | 4e-5e                |
| Bleu clair | De 6e à 10e          |
| Bleu foncé | Hors du top 10       |
| Pourpre    | Abandon              |
| Rouge      | Non qualifié (NQ)    |
| Brun       | Retiré (Ret)         |
| Noir       | Disqualifié (DSQ)    |
| Blanc      | Pas au départ (NP)   |
| Vide       | Pas de participation |

| Notation          |                                                     |
| Gras              | Pole position (1 point; sauf Indy 500)              |
| Italique          | Meilleur tour                                       |
| *                 | Plus de tours en tête (2 points)                    |
| 1                 | Qualifications annulées pas de point bonus attribué |
| Rookie de l'année |                                                     |
| Rookie            |                                                     |

## Décès de Justin Wilson
Le 23 août 2015, Justin Wilson, pilote d'Andretti Autosport subit une grave blessure à la tête pendant l'épreuve sur le Pocono Raceway après avoir été heurté, à la sortie du virage no 1, par un débris de la voiture de Sage Karam au 180e des 200 tours de la course de 500 miles. Inconscient quand l'équipe de secours arrive sur les lieux de l'accident, il est immédiatement transporté par hélicoptère vers un hôpital local. Justin Wilson, dans le coma, subit des examens complémentaires au Lehigh Valley Health Network Cedar Crest Hospital d’Allentown,. Il meurt le lendemain,. 